# Callichthys callichthys
Callichthys callichthys là một loài cá nước ngọt cận nhiệt đới thuộc phân họ Callichthyinae trong họ Callichthyidae.
Ban đầu nó được mô tả trong các tài liệu với tên Silurus callichthys bởi Linnaeus vào năm 1758. Về sau thì tên đã được đổi lại như cũ.
C. callichthys được phân bố trong tất cả các dòng chảy chính của những con sông ở Nam Mỹ. Phạm vi phân bố của chúng rất rộng, kéo dài từ Trinidad đến Buenos Aires, Argentina, bao gồm cả sông Amazon và hệ thống sông Paraguay.
Con trưởng thành có thể có kích thước dài tới 8 inch (20 cm). Con cái to hơn và mạnh hơn, có màu xanh ô-liu đục. Trong khi đó, con đực có màu sắc sáng hơn là màu xanh nhạt hoặc tím nhạt, với vây ngực màu nâu đỏ có viền màu cam hay đỏ cam và phát triển dài hơn con cái.
Chúng sống trong nhiều loại nước, kể cả loại nước nghèo oxi. Nó còn có thể được tìm thấy ở những vùng nước có độ pH từ 5,8 đến 8,3, độ cứng của nước từ 0–30 dGH và nhiệt độ từ 64–83 °F (18–28 °C). Nếu nơi ở của chúng cạn nước, nó sẽ đi tìm nơi ở mới bằng cách di chuyển lên mặt đất. Chúng hô hấp bằng cách nuốt không khí và sử dụng ruột của nó để hấp thụ khí oxi.
Thức ăn của chúng là cá, côn trùng, thực vật. Trong mùa sinh sản, bụng của con đực chuyển sang màu cam và gai ngực của nó trở nên dài và dày hơn. Chúng xây một cái tổ bong bóng cùng với một số cành cây nổi. Sau khi con cái đẻ trứng, nó sẽ bảo vệ cái tổ rất quyết liệt.